# Ngairea levicostata
Ngairea levicostata är en snäckart som beskrevs av Stanisic 1990. Ngairea levicostata ingår i släktet Ngairea och familjen Charopidae. Inga underarter finns listade i Catalogue of Life.